# Beatriz Salomón
Beatriz Raquel Salomón (San Juan; 9 de octubre de 1953- Buenos Aires, 15 de junio de 2019) fue una actriz y vedette argentina conocida por haber trabajado en varias películas y consagrarse como actriz junto al humorista Alberto Olmedo.

## Biografía
Creció en una familia descendiente de sirios, hija de Leonor. Era la hermana mayor de la también vedette Isabel Salomón, Daniel Eduardo y Guillermo Abraham Salomón con quienes realizó algunas de sus producciones durante dos años.
Antes de ingresar a trabajar al mundo de la publicidad y el ambiente artístico, fue empleada del Banco Agrario de la provincia de San Juan. En 1971 ganó el concurso de Miss San Juan, lo que le permitió ser precandidata a Miss Universo por Argentina, donde se la premió con la mención especial de Miss Simpatía. En 1974 fue Virreina de la Fiesta Nacional del Sol, desarrollada en la Ciudad de San Juan. Se dedicó a trabajar como modelo publicitaria hasta que comenzó a trabajar con Alberto Olmedo.
Beatriz ha quedado identificada como una de las "Chicas de Olmedo", apodo que se les dio a las actrices y vedettes que estaban trabajando con el humorista Alberto Olmedo en el momento de su trágica muerte. Revisten el mismo carácter Susana Traverso, Susana Romero, Silvia Pérez, Adriana Brodsky y Divina Gloria. Tras el deceso del humorista rosarino, Beatriz desarrolló una extensa carrera, participando en numerosas producciones televisivas, teatrales y cinematográficas. Ha trabajado junto a figuras como Jorge Porcel, Jorge Corona, Tristán, Guillermo Francella y con la mayoría de los humoristas argentinos de los años 1980 y 1990. Supo destacarse por su belleza y su extavagante vestimenta, muy llamativa para la época. Fue tapa en tres oportunidades de las revistas Playboy y Eroticón.
Beatriz comenzó un romance con Hernán Di Natale, exdirector técnico de Nueva Chicago. La relación duró dos años y un mes, y terminó en una separación escandalosa, con varias denuncias realizadas por la vedette vinculadas a la violencia de género.
Según comentó en una entrevista, el capocómico Javier Portales con quien trabajó en cine y televisión, le solía decir que era "fresco y batata", por su personalidad despreocupada y perseverante.
En diciembre de 2015, sufrió una descompensación al enterarse de la muerte de su amigo Juanito Montalvo con quien había trabajado en el espectáculo Copetín de Tango. Últimamente se encontraba presentando la obra Extinguidas.
En diciembre de 2018 fue operada de la articulación de la cadera.
Falleció el 15 de junio de 2019 a consecuencia de un cáncer de colon.

## Juicio
En 2004 Beatriz Salomón y su marido, el médico cirujano plástico Alberto Ferriols, fueron invitados al programa del canal América Televisión llamado Punto Doc, conducido por Daniel Tognetti y Miriam Lewin, con la dirección de Mario Pergolini. Lo que parecía ser inicialmente una entrevista tranquila se convirtió en una humillación en vivo cuando mostraron un video sexual en el que el esposo de la actriz mantenía relaciones con una travesti. Luego de este suceso Beatriz se divorció de Ferriols, quien había iniciado un juicio en 2007 llegando a una mediación económica con los involucrados, de la cual Salomón y sus hijas no recibieron nada.
Salomón presentó una demanda en el Juzgado en lo Civil 40 en representación de sus dos hijas contra el canal y contra el periodista y productor Mario Pergolini, responsable de dicha emisión en 2004. Debido a esta situación, la actriz terminó siendo prohibida en dicho canal; la situación le impidió durante años a la actriz conseguir trabajo.
El 2 de enero de 2017 tras un proceso de doce años Beatriz Salomón gana un juicio sin precedentes, por divulgación de imágenes intimas, violación a la intimidad y daño moral. La abogada de Salomón fue la letrada Ana Rosenfeld. El juicio fue contra el canal América, Luis Ventura, Daniel Tognetti, Miriam Lewin y Jorge Rial.

No está bien destruir familias solo por rating.
Beatriz Salomón

## Filmografía
- Comandos azules en acción (1980)
- El manosanta está cargado (1987)
- Los colimbas al ataque (1987)
- Galería del terror (1987)
- No toca botón (1987)
- Atracción peculiar (1988)
- Paraíso Relax (Casa de masajes) (1988)
- El profesor punk (1988)
- Corona y sus mujeres (VHS) (1988)
- Corona presidente (VHS) (1989)
- Sebastián Perna, el musical (VHS) (1989)
- Fuerza máxima (VHS) (1990)
- Beatriz Salomón en privado (VHS) (1990)
- Duro de pelar y su arma mortal (VHS) (1990)
- Extermineitors II, la venganza del dragón (1990)
- Se pudrió todo (VHS) (1992)
- Comiquísimo, la revista caliente (VHS) (1993)
- Nos habíamos ratoneado tanto (2013)
- La vida sin brillos (2017)

### Teatro
- El Negro no puede (1986) junto a Alberto Olmedo, Javier Portales, Silvia Pérez, César Bertrand, Divina Gloria y elenco.
- Eramos tan pobres (1987) junto a Alberto Olmedo, Silvia Pérez, Divina Gloria y elenco.
- Hay fiesta en el conventillo (1988-1989) - Teatro Provincial de Mar del Plata - Teatro Brodway - Teatro Metrópolis en Buenos Aires junto a Jorge Porcel, Jorge Luz, Adriana Brodsky, Tito Mendoza, Leticia Moreira y elenco.
- Se pudrio todo ( verano 1989-1990) junto a Jorge Porcel, Jorge Luz y elenco.
- Jorge Corona y sus mujeres (1990) junto a Jorge Corona y elenco.
- La Revista Corrupta (1991) - Teatro Tabaris de Buenos Aires junto a Nito Artaza, Tristán, Mónica Guido, Rodolfo Altamirano, El Mago Emanuel, Liliana Benard, Lucía Nocioni y elenco.
- Humor de primera vista (1992) - Gira por el interior del país junto a Jorge Guinzburg, Emilio Disi, María Fernanda Callejón, Boridi y elenco.
- Comiquísimo!!! (1993) - Teatro Maipo de Buenos Aires junto a Tristán, Jorge Corona, Ricardo Morán, Zhu Xiao Ping, Enrique Federman, Alejandra Domínguez, Valeria Natori, Silvana Pane, Maryler Lecoq y Osvaldo Cappai - Dirección: Ángel Cortese.
- Picantisima!!! (1993) - Teatro Maipo junto a Jorge Corona, Alberto Anchart, Silvia Süller, Alejandra Domínguez, Silvana Pane, Osvaldo Cappai, Alejandro Vidal, Rodolfo Altamirano, Marcelo y Cirilo, Daniel Meseguer y Claudio Connor´s - Dirección: Ángel Cortese.
- Corona presidente (1994) junto a Jorge Corona.
- El último argentino virgen (1995)
- Duro de parar Teatro Tabaris (1996-1997) junto a Berugo Carambula, Pepe Parada, María Fernanda Callejón, Sandra Callejón, Paula Volpe y Alejandro Vega.
- Noche Fascinante (2003) - Teatro Bar de Villa Carlos Paz (Córdoba) junto a Mario Sánchez, Jacqueline Dutra, Adriana Chaumont, Lorena Casal, Andrea Dellacasa, Raúl Escobar, Adrian Aguirre y elenco.
- El Klon recargado de risa (2004) en Mar del Plata junto a Tristán, Iliana Calabró, Carlos García, Natalia Fassi y Pablo Heredia.
- Votemos por el humor (2005) - Teatro Variedades Concert junto a Alejandro Figliolo, Gabriela Mandato, Julia Monti, Leonardo Orellano, Eliana Pakob, Turco Salomón y Mario Sánchez.
- Bombones y champagne (2005) en Villa Carlos Paz y gira junto a Raúl Taibo, Anabel Cherubito, René Bertrand, Carlos Nieto, Guillermo Camblor y elenco.
- Humor en custodia (2005-2006) - Teatro ReFaSi de Mar del Plata junto a Alberto Anchart, Wanda Nara, Pato Galván y elenco.
- El último argentino virgen (2006-2007) - Teatro Premier junto a Pachu Stragneo, Sasha Arregui, Charly Nieto, Gustavo Conti, Fátima Florez, Gabriela Mandato y Vanina Verdún Peña.
- El regreso del humor (2007) - Hollyday Cine Teatros de Villa Carlos Paz (Córdoba) junto a Mario Sánchez.
- Parado por retenciones (2008) - Teatro Foro Gandhi junto a Marcelo "Teto" Medina, Adrián "El Facha" Martel, Mariela Montero, Eugenia Puggioni y elenco.
- Movéte Cristina, movéte (2008) junto a Carlos Sánchez, Esteban Mellino, Marcos Ontivero, Marianela Mirra y elenco.
- El glamour de San Luis (2009) junto a Marixa Balli, Adriana Brodsky y Pedro Rodríguez.
- Ella, vos y yo (2010) gira nacional.
- Humor y Glamour en San Luis (2010) junto a Jorge Troiani, Chiqui Abecasis, Chelo Rodríguez, Adriana Chaumont y bailarines.
- La revista de San Luis (2011)  junto a Jorge Troiani, Adriana Brodsky, Marixa Balli y Chelo Rodríguez.
- Como invitada especial en una entrevista en la revista unipersonal de Jey Mammón (Juan Rago, 1976-) en Villa Carlos Paz (2012).
- Mi novia, mi novio y yo (2012) - Teatro Libertad de Villa Carlos Paz junto a Ricardo Fort, Adriana Salgueiro, Cristina del Valle, Jorge Martínez, Jacobo Winograd, Omar Calicchio, Jean Francois Casanovas, Roberto Antier, Claudia Ciardone, Gabriela Figueroa, Lío Pecoraro, Eduardo Espina, Benjamin Saavedra, Celeste Muriega, Jonathan Conejeros y Lucas Heredia.
- El viejo varietté (2014)- Teatro Mar del Plata, junto con el cantor Jorge Troiani.
- Copetín de tango - La Revista (2015) junto a Juanito Montalvo, Jorge Troiani, Alberto Levar, Abel Córdoba, Néstor Rolán, Carlos Morel y Mónica Cramer Ayos.
- Extinguidas (2015-2017) - Teatro Regina, junto a Naanim Timoyko, Adriana Aguirre, Luisa Albinoni, Patricia Dal, Sandra Smith, Silvia Peyrou, Pata Villanueva, Mimi Pons, Divina Gloria, Edda Bustamante y Noemí Alan. Dirección José María Muscari.

### Televisión
- Tatus (1985)
- No toca botón (sketchs del "manosanta" y de "Álvarez y Borges") (1986-1987)
- Shopping Center (1988)
- Zapping (1988)
- Las gatitas y ratones de Porcel (1989)
- La Tota y la Porota (1990)
- Basta para mi (1990)
- Amo a Berugo (1991)
- Esmeralda mágica (1995)
- Indiscreciones (1997-1998)
- El humor de Café Fashion (1999)
- La casa de Beatríz (2000)
- Elijo ser feliz (2001)
- Por el mundo - destino Italia (2004)
- Cuerpo y Alma (2004)
- Bailando por un sueño 3 (2006)

También fue invitada en numerosos programas tales como AM, Intrusos en el espectáculo, Viviana Canosa, Mañaneras, entre otros. En diciembre del 2012 fue invitada al programa Pizarro años 30 emitido por Canal Metro.

### Publicidad
En la década de los 80 hizo el comercial de la "Lotería de la Rioja" junto a Olmedo es un sckecht del Manosanta. También hizo la publicidad de los platos Durax.

### Revistas
Durante las décadas de 1980 y 1990 apareció en más de sesenta tapas de revistas: entre ellas Radiolandia 2000, Eroticón, Playboy, Gente, La semana, Caras, entre otras).
Estuvo tres veces en la tapa de la revista Playboy (en agosto de 1987, febrero de 1989 y el mismo mes de 1991).

### Cantante
En 2009 incursiona como cantante, brindando shows en diferentes locales nocturnos y boliches, como el conocido Sunset (Roque Sáenz Peña 440, Olivos), destacándose los temas: “La cocotera” y “La turca Salomé” del cual graba un videoclip.